# Centrochthonius kozlovi
Espèce
Synonymes
- Chthonius kozlovi Redikorzev, 1918

Centrochthonius kozlovi est une espèce de pseudoscorpions de la famille des Pseudotyrannochthoniidae.

## Distribution
Cette espèce se rencontre en Chine et au Népal.

## Publication originale
- Redikorzev, 1918 : Pseudoscorpions nouveaux. I. Ezhegodnik Zoologicheskago Muzeya, vol. 22, p. 91-101.